# Guamobolus delus
Guamobolus delus är en mångfotingart som beskrevs av Chamberlin 1946. Guamobolus delus ingår i släktet Guamobolus och familjen Pseudospirobolellidae. Inga underarter finns listade i Catalogue of Life.